# Alex Stepney
Pour les articles homonymes, voir Stepney.
Alexander Cyril (Alex) Stepney est un gardien de football anglais né le 18 septembre 1942 à Mitcham. Il a notamment joué à Manchester United et a été sélectionné en équipe d'Angleterre.

## Biographie

### Les débuts à Londres
Né dans le quartier londonien de Mitcham, Stepney a commencé sa carrière par des essais infructueux à Fulham avant de rejoindre le club de Tooting and Mitcham, hors de la structure pyramidale du football anglais. Il a ensuite été repéré par Millwall, où il signe en tant que joueur amateur en 1963 et devient professionnel moins de deux mois après son arrivée.
En mai 1966, Stepney rejoint Chelsea pour 52 000£. L'entraîneur Tommy Docherty voulait initialement le faire jouer alternativement avec un autre gardien, Peter Bonetti, mais trois mois seulement après son arrivée, Stepney est revendu à Manchester United pour un transfert record de 55 000£ après une unique apparition avec Chelsea. Il débute à Old Trafford par une victoire 1-0 face à Manchester City.

### Les titres nationaux et européens
Avec Stepney comme gardien, Manchester United remporte le championnat d'Angleterre en 1967, avant de devenir le premier club anglais à remporter la coupe des clubs champions la saison suivante face au Benfica d'Eusebio.

### La reconnaissance internationale
Lors de la carrière de Stepney, Gordon Banks était le gardien titulaire de l'équipe d'Angleterre, devant Peter Bonetti, Gordon West et l'expérimenté Ron Springett. Pour la phase finale de l'Euro 1968, le sélectionneur Alf Ramsey choisit Stepney et West comme gardiens remplaçants de Banks. Stepney connut alors sa première - et unique - titularisation le 22 mai 1968, lors d'un match amical face à la Suède, remporté 3-1, sept jours avant la finale européenne.
Pour défendre la coupe du monde remportée en 1966, Ramsey sélectionna dans un premier temps un groupe de 27 joueurs comprenant les gardiens Banks, Bonetti, Stepney ainsi que le jeune Peter Shilton, mais pas West. Finalement, tous ces portiers furent dans le groupe final des 22 participant à la coupe du monde de football de 1970, sauf Shilton.
Néanmoins, Stepney était clairement le troisième gardien, et lorsque Banks déclara forfait pour le quart de finale face à l'Allemagne de l'Ouest, c'est Bonetti qui le remplaça. L'Angleterre s'inclina 3-2 après avoir mené 2-0.

### Le déclin de Manchester United
Stepney fut à l'occasion rappelé par Ramsey mais sans rejouer, notamment en raison de l'émergence de Shilton. Il continua à jouer comme gardien à Manchester qui traversait une mauvaise période, marquée par la relégation en deuxième division à l'issue de la saison 1973-74, durant laquelle Stepney marqua néanmoins deux buts sur penalty. United retrouva l'élite la saison suivante.
En 1976, Manchester United, avec une équipe rajeunie par Tommy Docherty, atteint la finale de la coupe d'Angleterre mais s'incline 1-0 face à Southampton. L'année suivante Stepney remporte son dernier titre avec le club mancunien avec la Cup.

### La fin de carrière
La saison suivante, Stepney dispute moins de la moitié des matchs de MU. Il dispute le dernier de ses 539 matchs avec le club mancunien en avril 1978, avant de rejoindre Dallas Tornado et le championnat nord-américain. À Manchester, il aura disputé 175 matchs sans se prendre de buts, détenu le record du club de 92 apparitions consécutives (battu ensuite par Steve Coppell) et avec ses deux buts, il reste le meilleur buteur parmi les gardiens de MU. À la fin de sa carrière, il rejoint le club amateur de Altrincham.
Stepney est ensuite devenu entraîneur de gardien, notamment à Manchester City.  

## Palmarès

### En club
- Vainqueur de la Coupe d'Europe des Clubs Champions en 1968 avec Manchester United
- Champion d'Angleterre en 1967 avec Manchester United
- Vainqueur de la Coupe d'Angleterre en 1977 avec Manchester United
- Champion d'Angleterre de Second Division en 1975 avec Manchester United
- Vice-champion d'Angleterre en 1968 avec Manchester United
- Finaliste de la Coupe d'Angleterre en 1976 avec Manchester United

### EnÉquipe d'Angleterre
- 1 sélection en 1968[2]
- Participation au Championnat d'Europe des Nations en 1968 (4e)
- Participation à la Coupe du Monde en 1970 (1/4 de finaliste)